# Platforma turańska
Platforma turańska – platforma zajmująca obszar między Morzem Kaspijskim oraz górami Ułytau i Tienszan, łącząca się na północy z platformą zachodniosyberyjską, a na południu (poprzez zapadlisko przedgórskie) z górami Kopet-dag. Zajmuje powierzchnię ok. 1,5 mln km². W podłożu występują głęboko zalegające utwory prekambryjskie i paleozoiczne (sylurskie i dewońskie wapienie, piaskowce i łupki oraz permskie zlepieńce i czerwone piaskowce), a także utwory dolnego i środkowego triasu, których obecność jest wynikiem dłużej trwających ruchów hercyńskich. Pokrywę osadową budują mezozoiczne osady terrygeniczne (głównie utwory gliniaste) oraz kenozoiczne piaski i gliny. Miąższość pokrywy osadowej przekracza miejscami 5 km